# Kathedra Petri (Fest)

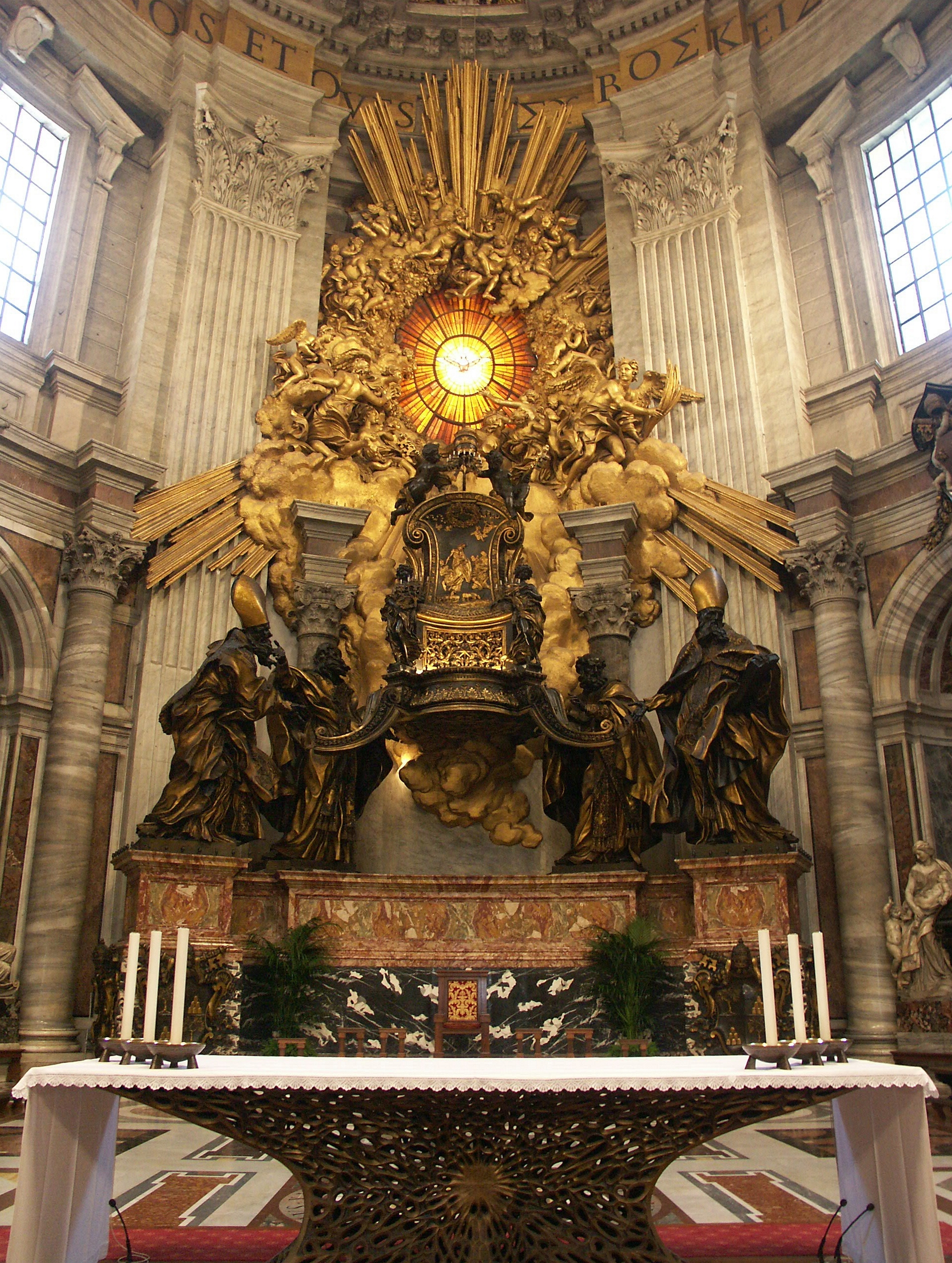
Die Kathedra Petri im Petersdom, vom Hochaltar aus gesehen

Kathedra Petri (volkstümlich auch Petri Stuhlfeier) ist seit dem 4. Jahrhundert ein Fest im Kirchenjahr der römisch-katholischen Kirche, welches am 22. Februar gefeiert wird. Der Tag hat im römischen Generalkalender den Rang eines Festes. Es handelt sich dabei um ein Fest, welches sowohl Elemente des Totengedächtnisses als auch der Würdigung der „Schlüsselgewalt“ des heiligen Petrus enthält und dabei an dessen Amtsantritt als erstem Inhaber des Heiligen Stuhls erinnern soll.

## Geschichte
Das Fest ist in Rom seit dem Jahr 354 nachweisbar. Es erinnert an die Berufung des Apostels Petrus zum Lehramt in der Kirche, seine Übernahme des römischen Bischofsstuhls (Kathedra).

„Jesus sagte zu ihm: ‚Selig bist du, Simon Barjona; denn nicht Fleisch und Blut haben dir das offenbart, sondern mein Vater im Himmel. Ich aber sage dir: Du bist Petrus und auf diesen Felsen werde ich meine Kirche bauen und die Mächte der Unterwelt werden sie nicht überwältigen. Ich werde dir die Schlüssel des Himmelreichs geben; was du auf Erden binden wirst, das wird auch im Himmel gebunden sein, und was du auf Erden lösen wirst, das wird auch im Himmel gelöst sein.‘“

Historisch geht das Datum vermutlich auf eine vorchristliche römische Totengedenkfeier zurück, bei der für den Verstorbenen ein leerer Stuhl aufgestellt wurde. Frühe christliche Martyrologien erwähnen zwei „Stuhlfeiern“ Petri, die in der Taufkapelle des Petersdoms und in den Priscillakatakomben begangen wurden.
Ein zweites Fest der Kathedra Petri, das später in den römischen Generalkalender übernommen wurde, feierte man in Gallien seit dem 6. oder 7. Jahrhundert am 18. Januar. Papst Johannes XXIII. vereinigte im Jahr 1960 beide Feste wieder. Dieses wird am 22. Februar gefeiert.

## Brauchtum

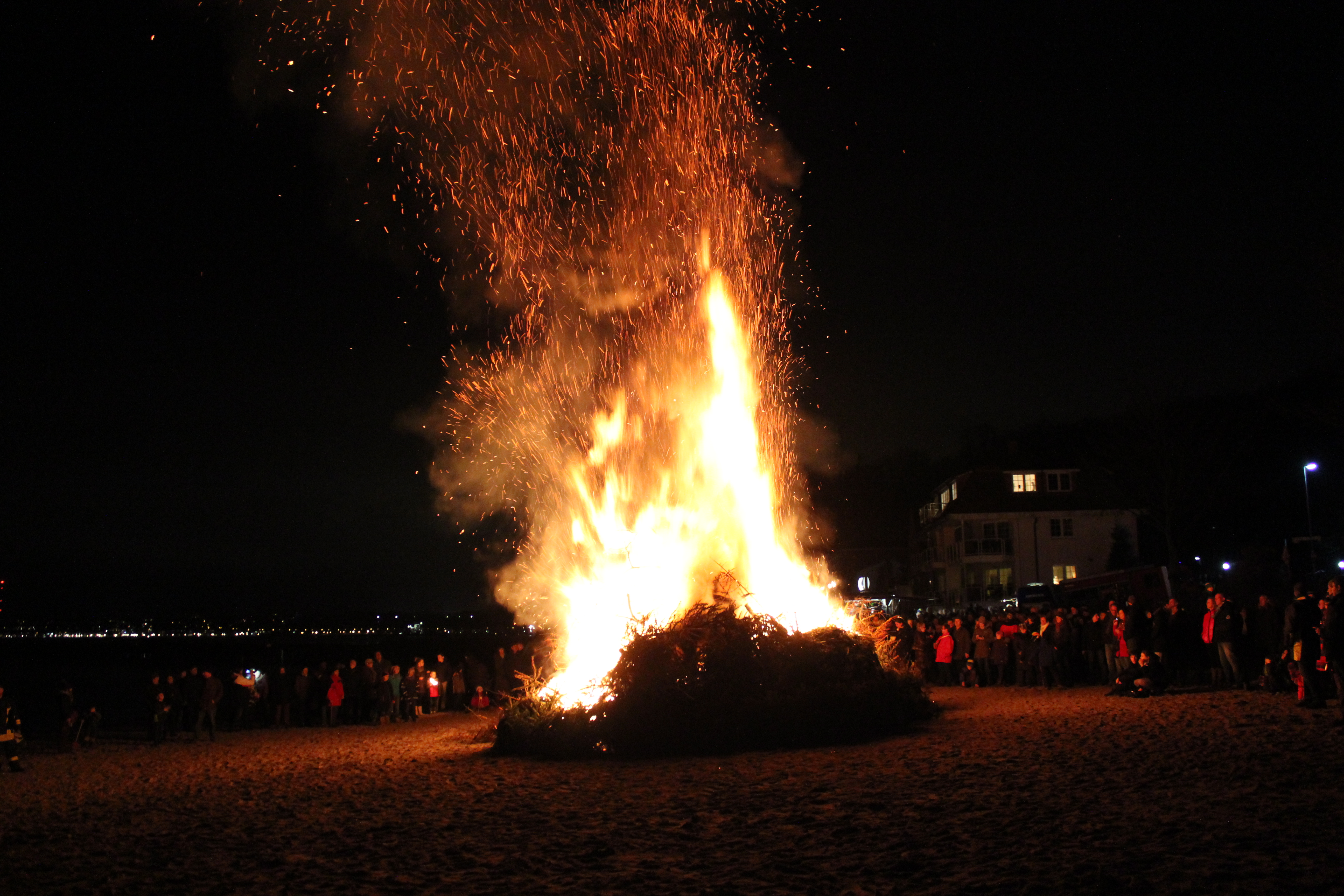
Biikebrennen am Strand bei Wassersleben, bei Flensburg (2014)

Der Tag ist ein wichtiges Datum für landwirtschaftliche Wetterbeobachtungen, die sich in Bauernregeln niederschlagen, zum Beispiel: „Die Nacht zu Petri Stuhl zeigt an, was wir noch 40 Tag für Wetter han.“
Er war aber früher auch Dingtag für Gesinde und Hirten und Lostag für den Gartenbau. Der Tag galt in manchen Gegenden als Frühlingsbeginn. Insbesondere in Westfalen war das Sonnenvogeljagen als Frühlingsbrauch verbreitet.
In den Städten Soest, Lübeck und Hamburg fand an diesem Tag im Hoch- und Spätmittelalter die Wahl der Bürgermeister und der Wechsel in den Ratsämtern statt. Dass die „Stuhlsetzung“ des Rates und die „Stuhlsetzung“ Petri am selben Tag geschah, hatte eine tiefe symbolische Bedeutung. In Soest war dem heiligen Petrus die älteste Stadtpfarrkirche geweiht, bevor 964 der heilige Patroclus zum Schutzheiligen der Stadt erkoren wurde.
Zudem war der Tag ein wichtiges Datum für die mittelalterliche Schifffahrt (Ende der Winterpause, Frühlingsbeginn): In Nordfriesland und auf den Friesischen Inseln findet am Vorabend das traditionelle Biikebrennen statt, das sich bis an die gegenüberliegende Ostseeküste verbreitet hat. Neben dem festlichen Charakter diente das Biikefeuer auf Sylt in früheren Zeiten dem Abschied für die Walfänger. Für die Hansestädte des Mittelalters ruhte die Schifffahrt zwischen Martini und Petri Stuhlfeier.

## Bauernregeln
- Wenn’s friert auf Petri Stuhlfeier, frierts noch vierzehnmal heuer.
- Die Nacht zu Petri Stuhl zeigt an, was wir noch vierzig Tag für Wetter han.
- Ist Petri Stuhlfeier kalt, hat der Winter noch vierzig Tage Gewalt.
- War’s in der Petersnacht sehr kalt, hat der Winter noch lange Gewalt.
- Gefriert es in der Petersnacht, dann auch noch lang das Eise kracht.
- Hat Petri Stuhlfeier noch viel Eis und viel Ost (= Wind), bringt der Februar noch starken Frost.
- Nach der Kälte der Petersnacht, verliert bald der Winter seine Kraft.
- Ist’s noch so kalt um Petri Stuhl, bleibt’s nicht mehr lange so kuhl.
- Ist es mild und nach Petri offen der Bach, kommt auch kein großes Eis mehr nach.
- Wenn zu St. Petri die Bäche sind offen, wird später kein Eis mehr auf ihnen getroffen.
- Ist an Petrus das Wetter gar schön, kann man bald Kohl und Erbsen säen.
- Schließt Petrus die Wärme auf und der Matthias (24. Februar) dann wieder zu, so friert das Kalb noch in der Kuh.